# Gebang (Masaran)
Gebang is een bestuurslaag in het regentschap Sragen van de provincie Midden-Java, Indonesië. Gebang telt 5467 inwoners (volkstelling 2010).